# صاریغ دم‌قلمویی معمولی در نیوزیلند

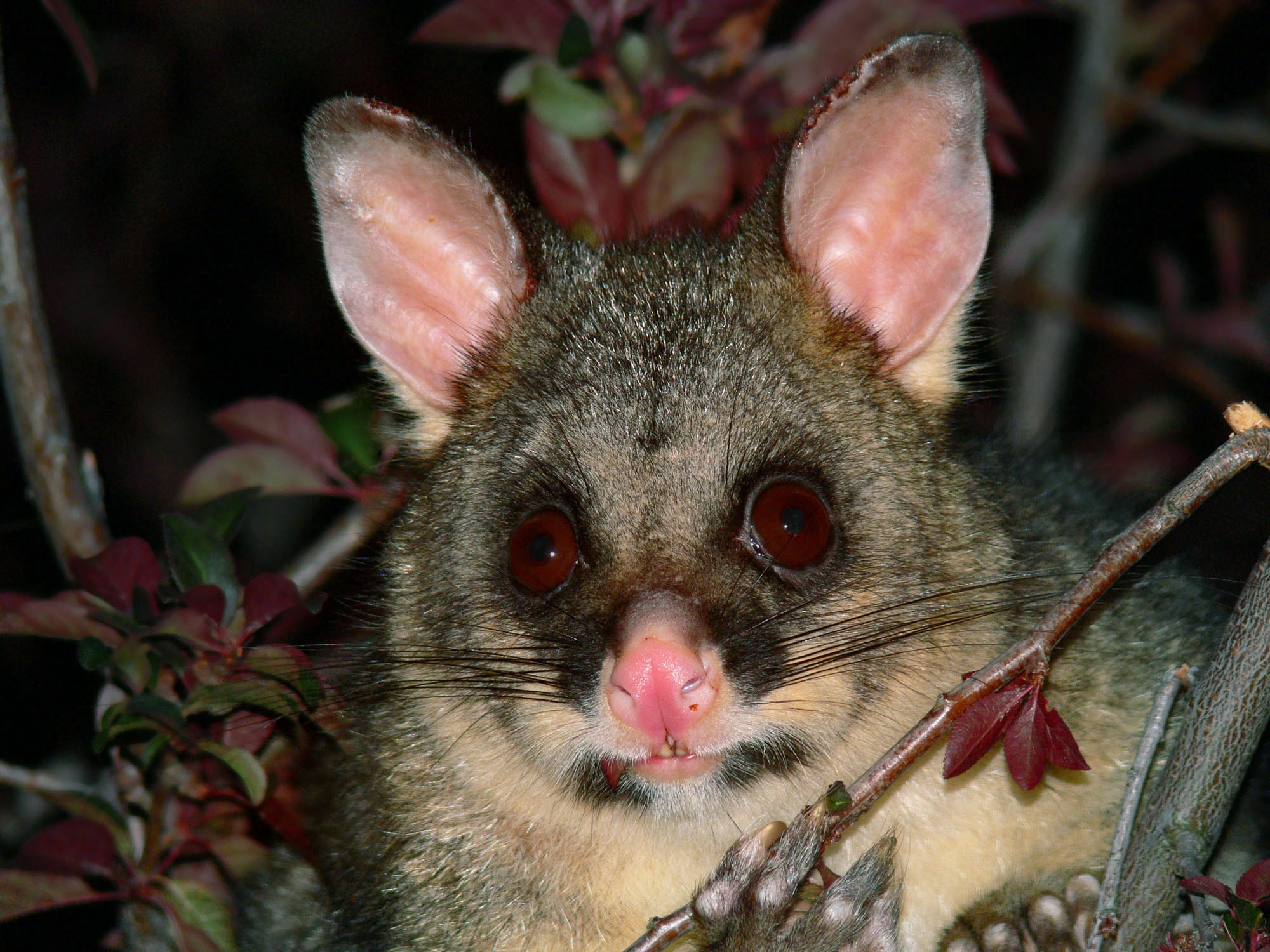
صاریغ دم‌قلمویی معمولی

صاریغ دم‌قلمویی معمولی از استرالیا به نیوزیلند معرفی شد، جایی که به یک آفت مهاجم و مهم کشاورزی و حفاظتی تبدیل شده است. در مائوری به آن می‌گویند که برگردان «پوسوم» است.

## مقدمه‌ای از مهاجران اروپایی
مهاجران اروپایی با هدف ایجاد یک منبع وحشی برای غذا و الیاف و پوست خز برای لباس، صاریغ دم‌قلمویی معمولی را از استرالیا (از جمعیت‌های ویکتوریایی و تاسمانی) در دهه ۱۸۵۰ به نیوزیلند معرفی کردند. حتی تا اواخر سال ۱۹۳۶، دولت از دادن مجوز به انجمن سازگاری با محیط تاراناکی برای معرفی گونه جدیدی از اپاسم‌ها خودداری کرد و در سال ۱۹۳۷، انجمن سازگاری با محیط وایتاکی پیشنهاد یک فصل تعطیلی را داد تا به جمعیت آنها اجازه بازیابی داده شود. اولین معرفی ممکن است در سال ۱۸۴۰ در ریورتون/آپاریما بوده باشد. مقاله‌ای در مجله نیچر در سال ۱۸۷۰ در مورد خطرات هشدار داد، همان‌طور که کشاورزان و میوه‌کاران نیز همین هشدار را دادند، اما برخی از دانشگاهیان از معرفی اپاسم‌ها حمایت کردند و وزارت گردشگری و استراحتگاه‌های بهداشتی هنوز در دهه ۱۹۱۰ در حال معرفی اپاسم‌ها در روتوروا بود. اوج معرفی‌ها در دهه ۱۹۲۰ بود.
تا دهه ۱۹۸۰، جمعیت به اوج خود یعنی حدود ۶۰ تا ۷۰ میلیون نفر رسیده بود. از طریق اقدامات کنترلی، تا سال ۲۰۰۹ جمعیت نیوزیلند به حدود ۳۰ میلیون نفر کاهش یافت.

## تأثیرات

### کشاورزی
اپاسم‌ها ناقل سل گاوی (مایکوباکتریوم بوویس) هستند که تهدیدی بزرگ برای صنایع لبنی، گوشت گاو و پرورش گوزن محسوب می‌شود. این بیماری در حدود ۳۸ درصد از نیوزیلند، که به عنوان «مناطق پرخطر ناقل» شناخته می‌شوند، در بین اپاسم‌ها بومی است، جایی که تقریباً ۷۰ درصد از عفونت‌های جدید گله را می‌توان به اپاسم‌ها یا راسوها نسبت داد. قانون امنیت زیستی مصوب ۱۹۹۳ که یک استراتژی ملی مدیریت آفات را تدوین کرد، قانون اساسی کنترل این بیماری در نیوزیلند است. هیئت سلامت حیوانات یک برنامه سراسری برای آزمایش گاو و کنترل صاریغ‌ها را با هدف ریشه‌کن کردن از گونه‌های ناقل وحشی در سراسر ۲٫۵ کشور اجرا می‌کند. میلیون هکتار - یا یک چهارم - از مناطق در معرض خطر نیوزیلند تا سال ۲۰۲۶، و در نهایت، ریشه کن کردن کامل این بیماری.
برنامه عاری از سل گاوی در نیوزیلند به عنوان «پیشرو در جهان» شناخته می‌شود. این برنامه با موفقیت میزان آلودگی گله‌های گاو و گوزن را از بیش از ۱۷۰۰ مورد در سال ۱۹۹۴ به کمتر از ۱۰۰ گله در ژوئیه ۲۰۱۱ کاهش داده است. بخش عمده‌ای از این موفقیت را می‌توان به کنترل پایدار اپاسم‌ها، کاهش عفونت متقاطع و شکستن چرخه بیماری نسبت داد. برای مثال، در هوهوتاکا، در جزیره شمالی مرکزی نیوزیلند، کار کنترل از سال ۱۹۸۸ تا ۱۹۹۴ به کاهش میانگین پایدار ۸۷٫۵ درصدی در تراکم اپوسوم‌های آلوده به سل منجر شد. همان‌طور که انتظار می‌رفت، میزان بروز سالانه سل در گله‌های گاو محلی نیز به میزان مشابهی (۸۳٫۴٪) کاهش یافت.
کنترل اپاسم‌ها از طریق ترکیبی از تله‌گذاری، طعمه‌گذاری زمینی (قرار دادن طعمه‌های مسموم با دست) و در مواردی که سایر روش‌ها عملی نباشند، سم‌پاشی هوایی با سدیم فلورواستات، سمی که با نام ۱۰۸۰ نیز شناخته می‌شود، انجام می‌شود.

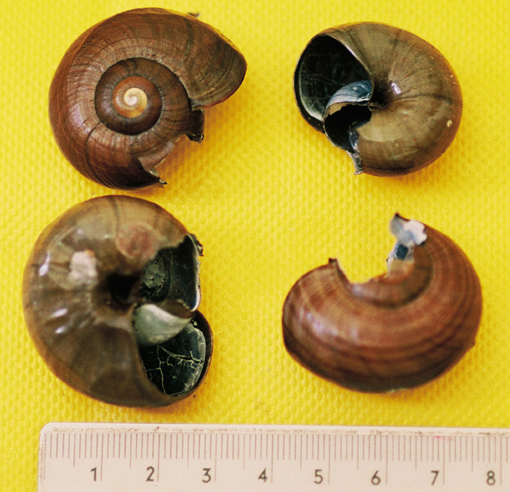
پوسته حلزون‌های بومی که توسط صاریغ‌ها خورده می‌شوند

از سال ۱۹۷۹ تا ۱۹۸۴، به دلیل کمبود بودجه، کنترل صاریغ‌ها متوقف شد. علیرغم آزمایش منظم و مکرر سل گاوی در گله‌های گاو، تعداد گله‌های آلوده به سرعت افزایش یافت و تا سال ۱۹۹۴ همچنان رو به افزایش بود. مساحت نیوزیلند که حیوانات وحشی آلوده به سل در آن وجود داشتند، از حدود ۱۰ به ۴۰ درصد افزایش یافت.
به نظر می‌رسد رفتار اپاسم‌ها پس از ابتلا به بیماری، انتقال مؤثر سل گاوی را تسهیل می‌کند. این رفتار به صورت ویدیویی ضبط شده است.

### حفاظت

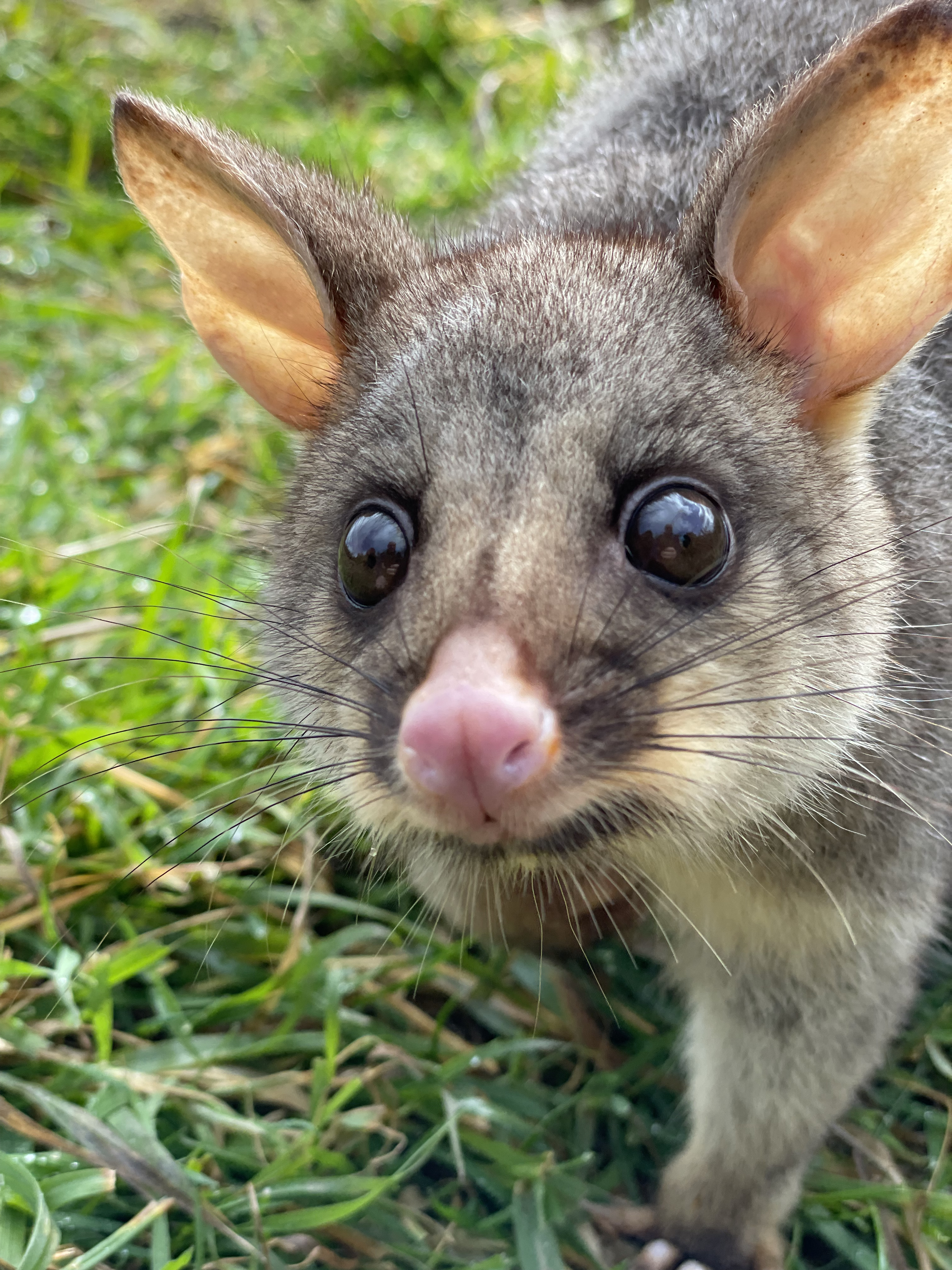
صاریغ دم‌قلمویی در وایکاتو، نیوزیلند

معرفی صاریغ‌ها از نظر زیست‌محیطی آسیب‌زا بوده است زیرا پوشش گیاهی بومی در غیاب پستانداران همه‌چیزخوار تکامل یافته است. پوسوم‌ها به‌طور انتخابی گیاهان بومی را می‌خورند و به ویژه به درختان پهن‌برگ، به ویژه گونه‌های متروسیدروس، از جمله راتا، آسیب می‌رسانند. این امر منجر به رقابت برای غذا با پرندگان بومی جنگل، تغییر در ترکیب جنگل و در نهایت فروپاشی تاج پوشش می‌شود. صاریغ‌ها فرصت‌طلب هستند و تخم پرندگان بومی را می‌خورند. آنها تأثیر زیادی بر راش جنوبی (راش جنوبی) ندارند، اما حضور آنها باعث کاهش تنوع گونه‌ای جنگل‌های راش جنوبی می‌شود، زیرا آنها بسیاری از گونه‌های دیگری را که به‌طور طبیعی وجود دارند، مصرف می‌کنند. شکار تخم‌ها و جوجه‌های پرندگان باعث شده است که به آنها «برگ‌خواران بی‌میل» گفته شود، زیرا آنها برای زنده ماندن شاخ و برگ می‌خورند، اما غذاهای دیگر را ترجیح می‌دهند.

## برای مطالعهٔ بیشتر
- کوان، پی. ای و همکاران (۱۹۹۷). اثرات جست و جوی پوسوم بر رت شمالی، دره اورونگورونگو، ولینگتون، نیوزیلند. مجله انجمن سلطنتی نیوزیلند، ۲۷، ۱۷۳–۱۷۹.
- پیتون، آی‌جی و همکاران (۱۹۹۷). واکنش گونه‌های درختی منتخب به حذف صاریغ‌های دم‌پشمی استرالیایی Trichosurus vulpecula در جنگل وایپوآ، نورث‌لند، نیوزیلند. حفاظت بیولوژیکی، ۸۱، ۲۴۷–۲۵۵.
- راجرز، جی‌ام، و لیتویک، جی‌آر (۱۹۹۷). عواملی که جنگل‌ها را مستعد فروپاشی تاج پوشش گیاهی در رشته‌کوه روآهین جنوبی، نیوزیلند می‌کنند. حفاظت بیولوژیکی، ۸۰، ۳۲۵–۳۳۸